# 兵庫県立八鹿高等学校
兵庫県立八鹿高等学校（ひょうごけんりつようかこうとうがっこう）は兵庫県養父市にある高等学校である。第5学区に属する。略称･通称は「八高（はちこう）」。

## 歴史
- 1897年 - 兵庫県立簡易蚕業学校として創立。
- 1948年 - 学制改革により、兵庫県立農蚕高等学校を設置。
- 1948年9月 - 定時制の分校（和田山、山口、大屋、村岡、兎塚の5つ）を設置。
- 1949年 - 兵庫県立八鹿高等学校と校名変更、総合制課程を実施。
- 1953年 - 校歌制定（作詞・富田砕花、作曲・信時潔。ハ長調）。
- 1957年 - 兎塚分校を村岡分校に統合。
- 1962年 - 村岡分校を兵庫県立村岡高等学校として分離、和田山分校を兵庫県立豊岡実業高等学校へ移管。
- 1974年 - 八鹿高校事件が発生。
- 1975年 - 大屋分校を兵庫県立大屋高等学校として分離。
- 1976年 - 職業に関する学科を分離（現・兵庫県立但馬農業高等学校）。
- 1981年 - 兵庫県立大屋高等学校を再統合し、大屋分校を再設置。
- 1986年 - 普通科に理数コース設置。校訓制定「尋師訪友克己勉励」。
- 1997年 - 創立100周年記念式典を挙行。
- 2001年 - 大屋分校を大屋校に改称。
- 2010年 - 大屋校閉校。
- 2024年 - 文理探究科を設置、自然科学コースを募集停止。

## 設置課程
全日制課程
- 普通科
- 文理探求科
  - クラスのことをH（ホーム）で表しており、1年1H、2年2Hなどと表記する。また、1年をA、2年をB、3年をCとして、1年1HをA1と表現したりもする。

2023年度までの入学生は、普通科を自然科学コース（旧理数コース）と総合類型(普通科)に分けてクラスを編成する。自然科学コースは一般入試に先立って実施される推薦入試の合格者で構成される。なお、1年次は総合類型内の希望者の中から、文理探究類型が編成される。2年次からは、自然科学コース、理科類型、総合類型、文科探求類型の4つのコースにクラスが分けられる。
2024年度からの入学生は、文理探求科は一般入試に先立って実施される推薦入試の合格者で構成される。「探究活動」が必修科目となり、文理の枠を超えた探究活動に取り組む。2年進級時に文系理系を選択し、一人ひとりの進学希望に添った指導を展開する。

## 進学連携校方式
第5学区の進学連携校方式により、八鹿青渓、養父、大屋、関宮学園、和田山、梁瀬の6校が連携中学校とされ、普通科一般入試では6校以外からの合格者数は募集定員の18%以内に限られる。

## 部活動
- 運動部
  - バレーボール・バスケットボール・野球・ソフトテニス・卓球・ソフトボール・剣道・陸上競技・バドミントン・サッカー
- 文化部
  - 吹奏楽・音楽・放送・ESS・自然科学・西洋画・家庭科・書道・華道・茶道
- 顕著な活躍
  - 音楽部・2000年、2009年、2016年と過去3度全国高等学校総合文化祭合唱部門に兵庫県代表として出場。2009年に国民文化祭合唱の祭典に兵庫県代表として出場。2010年に全日本合唱コンクール全国大会に関西支部代表として出場、銀賞受賞。

## 同窓会
- 「八高会」と称し、県内各地および東京にも支部を持つ。

## 主な卒業生
- 隂山英男（立命館小学校副校長）
- 久保井一匡（元日本弁護士連合会会長）
- コンタロウ（漫画家）
- 夜久弘（漫画編集者、スポーツライター）
- 笑福亭鶴笑（落語家）
- 神坂一（小説家）
- 岩上江笠（元プロ野球選手）
- 谷公一（衆議院議員）
- 中尾一和（医師、京都大学名誉教授）
- 広瀬栄（前養父市長）
- 大林賢一（養父市長）